# Arthur Chaplin
Pour les articles homonymes, voir Chaplin (homonymie).
Arthur Charles Georges Chaplin est un peintre français né à Jouy-en-Josas le 8 août 1869 et mort à Paris le 10 mai 1935.
Il est le fils du peintre Charles Chaplin (1825-1891).

## Biographie

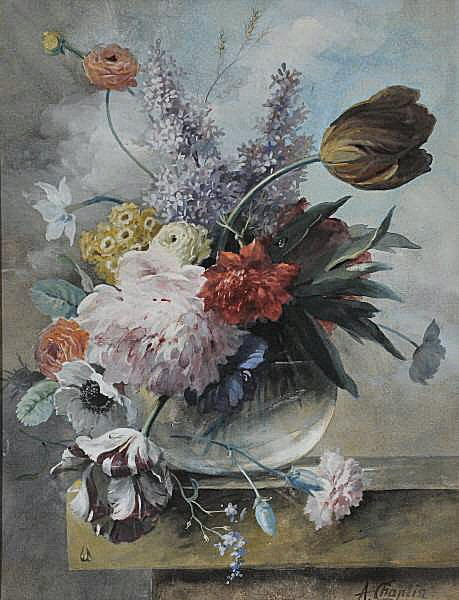
Nature morte aux fleurs, localisation inconnue.

Élève de Léon Bonnat à l'École des beaux-arts de Paris, Arthur Chaplin illustre de 110 aquarelles à thèmes homo-érotiques un manuscrit qu'il écrit en 1888.
Délaissant les vaporeux déshabillés souvent représentés par son père, Arthur Chaplin puise son inspiration des beautés, plus chastes, de la botanique. Élève de Léon Bonnat puis de Bernier, son intérêt pour la nature morte hollandaise se confirme lors d'un voyage aux Pays-Bas. Il est un pasticheur des nature-mortistes hollandais du XVIIe siècle comme Rachel Ruysch, ou plus tard, les van Spaendonck, van Os, van Pol.
Il obtient une mention honorable au Salon des artistes français de 1903 puis une médaille de 3e classe l'année suivante. 
Dans les années 1908-1909, il éprouve une passion platonique pour d'Illan Alvarez de Toledo, marquis de Casa Fuerte (1882-1962), ami de Gabriele D'Annunzio, Marcel Proust et Robert de Montesquiou.
En 1929, il expose au Salon des artistes français la toile La Souris.